# Liste der Kulturdenkmale in Oberwiesenthal

Wappen von Oberwiesenthal

Die Liste der Kulturdenkmale in Oberwiesenthal enthält die Kulturdenkmale in Oberwiesenthal im sächsischen Erzgebirgskreis. Die Anmerkungen sind zu beachten.
Diese Liste ist eine Teilliste der Liste der Kulturdenkmale im Erzgebirgskreis.
Diese Liste ist eine Teilliste der Liste der Kulturdenkmale in Sachsen.

## Legende
- Bild: Bild des Kulturdenkmals, ggf. zusätzlich mit einem Link zu weiteren Fotos des Kulturdenkmals im Medienarchiv Wikimedia Commons. Wenn man auf das Kamerasymbol klickt, können Fotos zu Kulturdenkmalen aus dieser Liste hochgeladen werden:
- Bezeichnung: Denkmalgeschützte Objekte und ggf. Bauwerksname des Kulturdenkmals
- Lage: Straßenname und Hausnummer oder Flurstücknummer des Kulturdenkmals. Die Grundsortierung der Liste erfolgt nach dieser Adresse. Der Link (Karte) führt zu verschiedenen Kartendiensten mit der Position des Kulturdenkmals. Fehlt dieser Link, wurden die Koordinaten noch nicht eingetragen. Sind diese bekannt, können sie über ein Tool mit einer Kartenansicht einfach nachgetragen werden. In dieser Kartenansicht sind Kulturdenkmale ohne Koordinaten mit einem roten bzw. orangen Marker dargestellt und können durch Verschieben auf die richtige Position in der Karte mit Koordinaten versehen werden. Kulturdenkmale ohne Bild sind an einem blauen bzw. roten Marker erkennbar.
- Datierung: Baubeginn, Fertigstellung, Datum der Erstnennung oder grobe zeitliche Einordnung entsprechend des Eintrags in der sächsischen Denkmaldatenbank
- Beschreibung: Kurzcharakteristik des Kulturdenkmals entsprechend des Eintrags in der sächsischen Denkmaldatenbank, ggf. ergänzt durch die dort nur selten veröffentlichten Erfassungstexte oder zusätzliche Informationen
- ID: Vom Landesamt für Denkmalpflege Sachsen vergebene, das Kulturdenkmal eindeutig identifizierende Objekt-Nummer. Der Link führt zum PDF-Denkmaldokument des Landesamtes für Denkmalpflege Sachsen. Bei ehemaligen Kulturdenkmalen können die Objektnummern unbekannt sein und deshalb fehlen bzw. die Links von aus der Datenbank entfernten Objektnummern ins Leere führen. Ein ggf. vorhandenes Icon  führt zu den Angaben des Kulturdenkmals bei Wikidata.

## Oberwiesenthal
| Bild                                    | Bezeichnung | Lage                                                | Datierung                                                                          | Beschreibung | ID       |
| --------------------------------------- | --- | --------------------------------------------------- | ---------------------------------------------------------------------------------- | --- | -------- |
| Weitere Bilder                          | Dreiherrenstein bei Oberwiesenthal | (Karte)                                             | bezeichnet 1729                                                                    | Hauptrainstein – bezeichnet die Grenze zwischen Kursachsen, Böhmen und der Herrschaft Hauenstein, regionalgeschichtlich von Bedeutung. Dreieckiger Hauptrainstein, Granit, zirka 1,50 Meter hoch: - Nordwestseite: Kursächsisch-polnisches Wappen mit den Buchstaben „FARPES“ für Fridericus Augustus Rex Poloniae Elector Saxoniae und der Name „Sachsen“, - Nordostseite: Wappen der Herrschaft Hauenstein: Allianzwappen der Markgrafen von Baden und der Herzöge von Sachsen-Lauenburg, Jahreszahl „1729“ und Name „Hauenstein“, - Südseite: Wappen Österreichs (Doppeladler) für das böhmische Amt St. Joachimsthal, Jahreszahl „1729“ und Name „Joachimsthal“. | 08991891 |
|                                         | Postmeilensäule | Alte Poststraße (Karte)                             | bezeichnet 1723                                                                    | Kopie einer Ganzmeilensäule, verkehrsgeschichtlich von Bedeutung. Kopie einer Kursächsischen Ganzmeilensäule aus Granit mit Inschriften „AR/Carlsbad 6 St. 1/8/1723“, Gegenseite „AR/Wiesenthal St. 3/8/Annaberg 5 St./1723“, darunter befindet sich auf beiden Seiten das Posthorn. Die Reihennummer ist nicht auf die Säule aufgebracht worden. Nachdem die Säule Anfang des 20. Jahrhunderts zerbrach, wurden Teile (wahrscheinlich von einer anderen Säule entnommen) ersetzt und an neuer Stelle aufgestellt. 1976 wurde die Säule restauriert. | 09304959 |
| Weitere Bilder                          | Sachgesamtheit Martin-Luther-Kirche und Kirchhof | Annaberger Straße (Karte)                           | 1863–1866                                                                          | Sachgesamtheit Martin-Luther-Kirche und Kirchhof mit folgenden Einzeldenkmalen: Kirche, Gedenkkapelle für die Gefallenen des Ersten Weltkrieges (ehem. Familiengruft) und Kirchhofseinfriedung (Einzeldenkmale ID-Nr. 08990611) sowie dem Kirchhof als Sachgesamtheitsteil – neugotische Hallenkirche mit Westturm, baugeschichtlich und ortsgeschichtlich von Bedeutung. Einzeldenkmale der Kirche, Gedenkkapelle für die Gefallenen des Ersten Weltkrieges (ehemalige Familiengruft) und Kirchhofseinfriedung: - Kirche Putzbau mit eingezogenem 3/8 Chor. dreischiffig, Kreuzrippengewölbe, im Chor Sterngewölbe. Eingeschossige Emporen an drei Seiten. Orgel von Gottfried Bärmig, 1866, - Ehemalige Familiengruft dreijochig mit 3er-Arkatur, Walmdach, massiver Putzbau, baulich verändert 1923, seitdem Gedenkkapelle für die Gefallenen des Ersten Weltkrieges, Traufgesims mit Schriftband: „Den gefallenen Helden 1914–18“, Farbglasfenster: Entwurf F. Stöfhase, Ausführung: Richter und Könzer, Leipzig. Innen Steinkreuz mit Skulpturen zweier Kniender. | 09302353 |
| Weitere Bilder                          | Martin-Luther-Kirche und Kirchhof (Einzeldenkmale zu ID-Nr. 09302353) | Annaberger Straße (Karte)                           | 1863–1866 (Kirche)                                                                 | Einzeldenkmale der Sachgesamtheit Martin-Luther-Kirche und Kirchhof: Kirche, Gedenkkapelle für die Gefallenen des Ersten Weltkrieges (ehem. Familiengruft) und Kirchhofseinfriedung (Sachgesamtheit ID-Nr. 09302353); neugotische Hallenkirche mit Westturm – baugeschichtlich und ortsgeschichtlich von Bedeutung. | 08990611 |
| Weitere Bilder                          | Haltepunkt Unterwiesenthal | Unterwiesenthal, Annaberger Straße (Karte)          | 1897                                                                               | Bahnhofsgebäude; Bestandteil der Schmalspurbahn Cranzahl–Oberwiesenthal, eisenbahngeschichtlich von Bedeutung. Eingeschossiger roter Backsteinbau mit Segmentbogenöffnungen, originale Fenstersprossung, schönes originales Türblatt, flaches überstehendes Satteldach. | 08991898 |
| Weitere Bilder                          | Wohnhaus in offener Bebauung | Annaberger Straße 21 (Karte)                        | 2. Hälfte 19. Jahrhundert                                                          | Eines der wenigen Häuser, die mit ursprünglichem Putzdekor versehen sind, baugeschichtliche Bedeutung. Zweigeschossiger massiver Putzbau, Gurtgesims, originales Türblatt, Erdgeschoss Rundbogenfenster putzbekrönt, im Giebel und unter dem Gurtgesims stilisierter „Zopfstil“, Eck-Putzlisenen, profiliertes Traufgesims, zum Teil verkröpft, Satteldach mit stehenden Gaupen. | 08991907 |
| Weitere Bilder                          | Schulgebäude | Annaberger Straße 30 (Karte)                        | 1930                                                                               | Gebaut als Zentralschule, Putzbau von hohem architektonischen Anspruch, baugeschichtlich und ortsgeschichtlich von Bedeutung. Sockelgeschoss rustikal, darüber zwei Putzgeschosse mit bandartigen, kleingesprossten Fenstern (Sprossen nicht original), heterogener Grundriss, rustikale, bogige Eingangssituation, originale Eingangstür, Rundbau als „Eckscharnier“, Walmdach mit Reiter, ansonsten steiles Satteldach Architekt Paul Beckert. | 08991901 |
| Weitere Bilder                          | Wohnhaus | Annaberger Straße 39 (Karte)                        | um 1780                                                                            | Stattliches Wohnhaus mit Fachwerk-Obergeschoss, seltene Konstruktionsform, baugeschichtlich und straßenbildprägend von Bedeutung. Erdgeschoss massiv, Winterfenster, Fachwerk-Obergeschoss mit intaktem Wand-Öffnungs-Verhältnis, Besonderheit: Ständerengstand, profilierte Schwelle, steiles Satteldach mit Aufschieblingen. | 08991892 |
|                                         | Wohnhaus | Annaberger Straße 61 (Karte)                        | um 1850                                                                            | Obergeschoss Fachwerk verbrettert, Volksbauweise, baugeschichtlich von Bedeutung. Erdgeschoss massiv, Kastenfenster, schöne Kriecher-Decker-Verbretterung, Obergeschossfenster weitgehend originale Größe, Satteldach. | 08991893 |
|                                         | Alte Schule | Annaberger Straße 69 (Karte)                        | um 1800, Kern wohl älter                                                           | Schulgebäude – Putzbau über winkligem Grundriss mit markantem Dachreiter, baugeschichtlich und ortsgeschichtlich von Bedeutung. Zweigeschossiger massiver Putzbau, Winterfenster, Walmdach, auf der Rückseite „abgeschnitten“, Dachreiter zirka 50 Jahre jünger als der Baukörper, mit Uhr und Zwiebelhelm, 1857 nach Umbau eines ehemaligen Gutes Aufnahme des Schulbetriebes. | 08991894 |
|                                         | Ehemaliges Wohnstallhaus | Annaberger Straße 75 (Karte)                        | Kern 2. Hälfte 18. Jahrhundert                                                     | Obergeschoss Fachwerk, Konstruktion erhalten, baugeschichtlich von Bedeutung. Erdgeschoss massiv, verändert, Wand-Öffnungs-Verhältnis im Obergeschoss weitgehend ursprünglich, eine Giebelseite massiv. | 08991895 |
| Weitere Bilder                          | Hammerherrenhaus des Roten Hammers | Annaberger Straße 88 (Karte)                        | zirka 1870                                                                         | Stattlicher, spätklassizistischer Putzbau, baugeschichtliche und ortsgeschichtliche Bedeutung. Zweigeschossiger massiver Putzbau, mit einigem Ornament (bekrönte Rundbogenfenster Erdgeschoss, Gurtgesims mit tropfförmigem Putzornament, Ecknutung, Putzspiegel, Obergeschoss Fensterbekrönung, Drempel mit Rosetten, flacher Mittelrisalit mit Spitzgiebel, darin Okulus), Walmdach, profiliertes Traufgesims. | 08991880 |
|                                         | Ehemaliger Gasthof | Annaberger Straße 89 (Karte)                        | 2. Hälfte 19. Jahrhundert                                                          | Weitgehend ursprünglich erhaltener zeittypischer Putzbau, baugeschichtlich und verkehrsgeschichtliche Bedeutung. Zweigeschossiger massiver Putzbau mit Resten von Putzgliederung, intaktes Wand-Öffnungs-Verhältnis (bis auf Ladenfenster), Fenstergewände, Türgewände mit Bekrönung, Obergeschoss Winterfenster, profiliertes Traufgesims, Satteldach, Durchfahrt (siehe auch Annaberger Straße 91). | 08991896 |
|                                         | Wohnhaus | Annaberger Straße 91 (Karte)                        | 2. Hälfte 19. Jahrhundert                                                          | Bildet bauliche Einheit mit Gasthof (Nummer 89), baugeschichtliche Bedeutung. Zweigeschossiger massiver Putzbau, intaktes Wand-Öffnungs-Verhältnis, Putz etwas geglättet, aber durchgezogenes Traufgesims (gemeinsam mit Nr. 89). | 08991897 |
| Direkt Bild zu diesem Denkmal hochladen | Wohnstallhaus | Annaberger Straße 101 (Karte)                       | Kern 18. Jahrhundert                                                               | Obergeschoss im 19. Jahrhundert massiv ausgebaut, Relikt der ländlichen Bebauung, baugeschichtliche und ortsentwicklungsgeschichtliche Bedeutung. Beide Geschosse Fenstergewände und intaktes Wand-Öffnungs-Verhältnis, Haustürgewände, Stall noch vorhanden, mit ursprünglich zweiflügeligem Türblatt, Obergesc Winterfenster, Giebel verbrettert, Satteldach mit Aufschieblingen. | 08991899 |
| Direkt Bild zu diesem Denkmal hochladen | Wohnstallhaus | Annaberger Straße 111 (Karte)                       | Ende 19. Jahrhundert, Kern wohl älter                                              | Putzbau mit steilem Satteldach, baugeschichtliche Bedeutung. Zweigeschossiger massiver Bau mit Segmentbogenfenstern, in beiden Geschossen Winterfenster, Stallteil noch erkennbar, steiles Satteldach weist womöglich auf ursprüngliches Fachwerkhaus hin. | 08991900 |
|                                         | Wohnhaus | Annaberger Straße 131 (Karte)                       | wahrscheinlich 1. Hälfte 19. Jahrhundert                                           | Obergeschoss wahrscheinlich noch Fachwerk (verputzt), eines der wenigen authentischen Relikte ursprünglicher Bebauung in gewandeltem Ortskontext, baugeschichtlich von Bedeutung. Erdgeschoss massiv, Wand-Öffnungs-Verhältnis in beiden Geschossen ursprünglich, Satteldach. | 08991881 |
|                                         | Gedenktafel für William Wauer | Bahnhofstraße 4 (Karte)                             | 1962 oder später                                                                   | Vor dem Geburtshaus des Künstlers William Wauer aufgestellter Gedenkstein mit Kupfertafel, ortsgeschichtlich und personengeschichtlich von Bedeutung. William Wauer (1866–1962) war Maler, Bildhauer, Regisseur und Kunsttheoretiker (Expressionismus), Die Tafel mit seinem Namenszug ist auch expressionistisch gehalten. | 08991917 |
| Weitere Bilder                          | Bahnhof Oberwiesenthal | Bahnhofstraße 7 (Karte)                             | 1897 (Empfangsgebäude)                                                             | Empfangsgebäude (bestehend aus drei Gebäudeteilen) eines Bahnhofs – regionaltypische Bahnhofsgebäude mit zum Teil alter Technik, Bestandteil der Schmalspurbahn Cranzahl–Oberwiesenthal, eisenbahngeschichtlich und technikgeschichtlich von Bedeutung. Hauptgebäude zweigeschossig, Obergeschoss verbrettert, mit zwei eingeschossigen massiven Seitengebäuden, Fenstersprossung Hauptgebäude im originalen Sinne, Satteldächer. | 08991922 |
|                                         | Rotgießerhaus, jetzt Wohnhaus | Böhmische Straße 8 (Karte)                          | bezeichnet 1747                                                                    | Wohnhaus (ursprünglich Gießerei) in halboffener Bebauung – stattlicher Putzbau mit baulich hervorgehoben Mansarddach, baugeschichtlich, ortsgeschichtlich und straßenbildprägend von Bedeutung. Zweigeschossiger massiver Putzbau mit intaktem Wand-Öffnungs-Verhältnis, Tür- und Fenstergewände (mit Ohren, profiliert), Sprossen-Kastenfenster, profiliertes Traufgesims, steiles Mansarddach mit fünf stehenden Gaupen, kleinteilige Schieferdeckung, innen Kreuzgratgewölbe. | 08991910 |
| Direkt Bild zu diesem Denkmal hochladen | Wohnhaus in halboffener Bebauung | Böhmische Straße 20 (Karte)                         | vor 1850                                                                           | Breitgelagerter Baukörper mit Walmdach, baugeschichtliche Bedeutung. Zweigeschossiger massiver Putzbau, sechs zu (ehemals) vier Achsen, Türgewände, Kreuzstockfenster, Winterfenster, Walmdach, großteils Schieferdeckung. | 08991909 |
| Direkt Bild zu diesem Denkmal hochladen | Kriegerdenkmal | Fichtelbergstraße (Karte)                           | nach 1918 (Kriegerdenkmal)                                                         | Denkmal für die im Ersten Weltkrieg gefallenen Mitglieder des Erzgebirgszweigvereins Oberwiesenthal – ortsgeschichtlich von Bedeutung. Granitmauerwerk: Postament und Kreuz. | 08991876 |
| Direkt Bild zu diesem Denkmal hochladen | Gedenktafel für Oberförster Starke | Fichtelbergstraße                                   | nach 1864                                                                          | Gedenktafel für Oberförster Starke; Marmor, ortsgeschichtlich von Bedeutung. | 08991875 |
| Weitere Bilder                          | Meilenstein | Fichtelbergstraße 2 (vor) (Karte)                   | nach 1858                                                                          | Stationsstein, verkehrsgeschichtlich von Bedeutung. Etwa 1,65 Meter hoch, rundbogiger Abschluss, restauriert. | 08991878 |
| Weitere Bilder                          | Wetterstation Fichtelberg | Fichtelbergstraße 3 (Karte)                         | 1914–1916                                                                          | Baugeschichtliche und technikgeschichtliche Bedeutung. Vierstöckiger rechteckiger Turm mit flachem Aufsatz, sowie eingeschossiges Gebäude mit Walmdach, alles verbrettert. | 08991874 |
|                                         | Sachsenbaude, ehemaliges Sanatorium | Fichtelbergstraße 4 (Karte)                         | um 1925                                                                            | Im Heimatstil mit expressivem Charakter errichteter Natursteinbau, baugeschichtlich und ortsgeschichtlich von Bedeutung. Rustikalmauerwerk zwei- bis dreigeschossig und ausgebaute Dachgeschosse, dominantes steiles Walmdach, zentraler verbretterter Giebel mit zum Teil Spitzbogenfenstern, Sprossung weitgehend im ursprünglichen Sinne, Erdgeschoss mit Rundbögen. | 08991877 |
| Weitere Bilder                          | Triangulationssäule | Fichtelbergstraße 8 (bei) (Karte)                   | bezeichnet 1864 (Triangulationssäule)                                              | Station der Mitteleuropäischen Gradmessung, Netz 1. Ordnung, technikgeschichtlich und wissenschaftlich von Bedeutung. Wegen des Neubaus des Berghotels musste der Gradmessungspfeiler am 17. Mai 1965 abgebaut werden. Er wurde um 80 m nach Süden verlegt und am jetzigen Standort neu errichtet. Das Original des Gründungsdokuments befindet sich im Landesvermessungsamt Sachsen. | 08991873 |
| Weitere Bilder                          | Viadukt Hüttenbachtal | Hüttenbachstraße (Karte)                            | 1897                                                                               | Eisenbahnbrücke Oberwiesenthal über das Hüttenbachtal: Gerüstpfeilerviadukt, Bestandteil der Schmalspurbahn Cranzahl–Oberwiesenthal, eisenbahngeschichtlich, ortsgeschichtlich und landschaftsgestaltend von Bedeutung. Der Viadukt liegt in einer Steigung von 3,3 Prozent und einem Gleisbogen mit 350 Meter Radius, Anfertigung der Brückenteile in Lauchhammer, vor Ort zusammengebaut, vier Brückenfelder, Gesamtlänge 100 Meter, lichte Weite 17,5 Meter, Höhe des Viadukts 18 Meter. | 09305010 |
| Weitere Bilder                          | Ehemaliges Königlich-Sächsisches Forstamt | Karlsbader Straße 3 (Karte)                         | 16. Jahrhundert                                                                    | Breit gelagerter Putzbau des 17. Jahrhunderts, im 19. Jahrhundert Überformung der Fassade mit Stilelementen der Neorenaissance, baugeschichtlich, hausgeschichtlich und ortsgeschichtlich von Bedeutung. Zweigeschossiger massiver Putzbau mit profilierten Porphyr-Gewänden, gesprosste Kreuzstock-Kastenfenster, rundbogiger Eingang als Zitat eines Sitznischenportals, Volutengiebel, zentrales Dachhaus, Schieferdeckung, im Kern ein Gebäude des 17. Jahrhunderts, im 19. Jahrhundert Überformung der Fassade im Stil der Neorenaissance, seit 2014 Museum für Stadtgeschichte und Wintersport. | 08991913 |
| Direkt Bild zu diesem Denkmal hochladen | Wohnhaus in halboffener Bebauung | Karlsbader Straße 7 (Karte)                         | 1. Hälfte 19. Jahrhundert                                                          | Weitgehend ursprünglich erhaltener Putzbau, baugeschichtliche Relevanz. Zweigeschossiger massiver Putzbau, Giebel verkleidet, intaktes Wand-Öffnungs-Verhältnis (bis auf Garage im Erdgeschoss), zum Teil alte Fenstersprossung, profiliertes Traufgesims, Satteldach, Schieferdeckung, historistisches Türblatt. | 08991912 |
| Direkt Bild zu diesem Denkmal hochladen | Ehemaliges FDGB-Ferienheim „Am Fichtelberg“ mit originalen Ausstattungselementen (Karlsbader Straße 40) und Skulptur „Sozialistische Familie“ von Volker Beier (jetzt Vierenstraße 18) | Karlsbader Straße 40 (Vierenstraße 18) (Karte)      | 1972–1975 (Ferienheim, Innenausstattung und Figurengruppe); 1978 (Buntglasfenster) | Baugeschichtlich, kunsthistorisch und kulturhistorisch sowie ortsgeschichtlich von Bedeutung | 09307536 |
| Direkt Bild zu diesem Denkmal hochladen | Wohnhaus in halboffener Bebauung | Lange Gasse 5 (Karte)                               | 1. Hälfte 19. Jahrhundert                                                          | Obergeschoss Fachwerk, Relikt ländlicher Holzbauweise in verändertem Kontext, baugeschichtliche und ortsentwicklungsgeschichtliche Bedeutung. Erdgeschoss massiv, geglättet, aber Obergeschoss-Konstruktion intakt, Fachwerk verbrettert und verschindelt, originale Fenstergröße, Satteldach zum Teil noch mit Aufschieblingen. | 08991908 |
| Weitere Bilder                          | Postmeilensäule | Markt (Karte)                                       | bezeichnet 1730                                                                    | Distanzsäule, verkehrsgeschichtlich von Bedeutung. Kursächsische Distanzsäule in Form eines Obelisk, bezeichnet 1730, mit Wappenstück und Spitze, sehr hoher Sockel aus Bruchsteinen, Schaft mit Inschriften auf allen vier Seiten, Säule aus Granit, Wappenstück aus Sandstein. Die Jahreszahl wird durch das Posthornzeichen geteilt. Die Säule wurde mehrfach restauriert, zuletzt 2010. | 08991916 |
|                                         | Stadtbeleuchtung | Markt (Karte)                                       | 1886                                                                               | Gusseiserner Kandelaber, handwerklich-künstlerisch von Bedeutung. Gestiftet von Frau Apotheker Unger und im Eisenwerk Unterwiesenthal gegossen. | 09300203 |
| Weitere Bilder                          | Rathaushotel, Hotelgebäude in Ecklage | Markt 3 (Karte)                                     | 1913                                                                               | Repräsentatives, den Markt beherrschendes Gebäude mit Mansarddach und Dachreiter, baugeschichtliche und ortsgeschichtliche Bedeutung sowie städtebauliche Relevanz. Zweigeschossiger massiver Putzbau mit mehreren gegiebelten Dachausbauten, seitlicher rustizierter Eingang, Schieferdeckung, eingemauertes Wappen „NOW 1535“: zwei Bergleute in einem Lorbeerkranz, entstellender Anbau auf Schauseite. | 08991914 |
| Weitere Bilder                          | Segmentbogenportal | Markt 7 (Karte)                                     | 1910er Jahre                                                                       | In der Laibung Ornamente mit Tier- und Weinmotiven, handwerklich-künstlerisch von Bedeutung. | 08991920 |
| Weitere Bilder                          | Portal mit Schlussstein | Markt 8 (Karte)                                     | bez. 1937                                                                          | Porphyrportal des Rathauses mit gestaltetem Schlussstein (zwei Bergleute mit Wappen), handwerklich-künstlerisch von Bedeutung. Bezeichnet „1532/1937“. | 08991921 |
|                                         | Hotel Karlsbad | Markt 15 (Karte)                                    | 1910er Jahre                                                                       | Hotelgebäude in offener Bebauung und Ecklage – repräsentatives Gebäude mit ornamentaler Putzgliederung, baugeschichtlich, ortsgeschichtlich und städtebaulich von Bedeutung. Zweigeschossiger massiver Putzbau mit ausgebautem Schieferdach auf Mansardbasis, zwei dominante, im Dachbereich gegiebelte Erker, dazwischen zentraler Eingang mit geschwungenem Gewände, Traufgesims Art Zahnschnitt, Erker mit Reliefs (Tiere, Weintrauben, Chimären). | 08991915 |
|                                         | Wohnhaus in halboffener Bebauung | Schmiedegasse 2 (Karte)                             | um 1850                                                                            | Weitgehend authentisch, baugeschichtliche Bedeutung. Zweigeschossiger massiver Putzbau mit intaktem Wand-Öffnungs-Verhältnis, Kreuzstock- und Winterfenster, Giebelverbretterung, profiliertes Traufgesims, Satteldach. | 08991918 |
|                                         | Wohnhaus in halboffener Bebauung | Schmiedegasse 4 (Karte)                             | 2. Hälfte 19. Jahrhundert                                                          | Putzbau mit Zwerchdach, baugeschichtliche Bedeutung. Zweigeschossiger massiver Putzbau, intaktes Wand-Öffnungs-Verhältnis, profilierte Fenstergewände, originales Türblatt, zentraler Giebel, Zwerchdach, Schieferdeckung. | 08991919 |
| Weitere Bilder                          | Ehem. Kreis- und Turnerheim; Alter Club | Vierenstraße 3 (Karte)                              | 1926                                                                               | Erholungsheim – stattlicher Natursteinbau mit Eckturm in zeittypischer Gestaltung mit expressionistischen Bauformen, von besonderer baugeschichtlicher und ortsgeschichtlicher Bedeutung. Zwei Geschosse rustikales Mauerwerk mit Spitzbogen-Ergänzungen und markantem Spitzbogen-Fünf-Pass-Fenstern in Anlehnung an Kathedralarchitektur, darauf verbrettertes Obergeschoss, Dach mit zweistöckigem Ausbau, Eckturm mit Wetterfahne, mit saalartigem Anbau über Eck. | 08991923 |
| Weitere Bilder                          | Hotel Bergfrieden; ehem. Sporthotel | Vierenstraße 12 (Karte)                             | 1911                                                                               | Hotel; repräsentativer Bau im Reformstil der Zeit um 1910, baugeschichtlich und ortsgeschichtlich von Bedeutung. | 09306258 |
| Direkt Bild zu diesem Denkmal hochladen | Ehemaliges FDGB-Ferienheim „Am Fichtelberg“ mit originalen Ausstattungselementen (Karlsbader Straße 40) und Skulptur „Sozialistische Familie“ von Volker Beier (jetzt Vierenstraße 18) | Vierenstraße 18 (bei), Karlsbader Straße 40 (Karte) | 1972–1975 (Ferienheim, Innenausstattung und Figurengruppe); 1978 (Buntglasfenster) | | 09307536 |

## Hammerunterwiesenthal
| Bild                                    | Bezeichnung                                                       | Lage                                                      | Datierung                       | Beschreibung | ID       |
| --------------------------------------- | ----------------------------------------------------------------- | --------------------------------------------------------- | ------------------------------- | --- | -------- |
| Weitere Bilder                          | Bahnhof Hammerunterwiesenthal                                     | Hammerunterwiesenthal, Oberwiesenthaler Straße 8c (Karte) | 1897                            | Bahnhof Hammerunterwiesenthal: Bahnhofsgebäude; Bestandteil der Schmalspurbahn Cranzahl-Oberwiesenthal, eisenbahngeschichtlich und ortsgeschichtlich von Bedeutung. | 08991902 |
| Direkt Bild zu diesem Denkmal hochladen | Trafohaus                                                         | Neudorfer Straße (Karte)                                  | 1920er Jahre                    | Turmartiger Bau mit verbrettertem Obergeschoss, technikgeschichtliche Bedeutung. | 08991886 |
|                                         | Wohnstallhaus                                                     | Neudorfer Straße 31a; 31c (Karte)                         | Kern 18. Jahrhundert oder älter | Regionaltypischer Fachwerkbau über Hakengrundriss, außergewöhnliche Dachformen, trotz Veränderungen baugeschichtliche Bedeutung. Erdgeschoss massiv, NW-Teil mit gut erkennbarem Stallteil, hier sehr steiles Satteldach, verbunden zu einem Walm mit dem Anbau (Fachwerk-Obergeschoss, intakte Konstruktion), Fachwerk im älteren Teil zum Teil ausgemauert, zum Teil ganz durch Ziegel ersetzt. | 08991889 |
| Direkt Bild zu diesem Denkmal hochladen | Ehemaliges Wohnstallhaus                                          | Neudorfer Straße 37 (Karte)                               | 2. Hälfte 18. Jahrhundert       | Obergeschoss Fachwerk mit profilierter Schwelle, Konstruktion weitgehend erhalten, baugeschichtliche Bedeutung. Erdgeschoss massiv, verändert, Fachwerk-Konstruktion Obergeschoss unversehrt, einige Gefache entfernt, steiles Satteldach mit Aufschieblingen. Ein Giebel ausgemauert. | 08991888 |
| Direkt Bild zu diesem Denkmal hochladen | Ehemaliges Wohnstallhaus                                          | Neudorfer Straße 40 (Karte)                               | um 1780                         | Obergeschoss Fachwerk, Konstruktion größtenteils erhalten, baugeschichtliche Bedeutung. Erdgeschoss massiv, wohl ursprünglich Ständerbau, Obergeschoss-Fenster weitgehend originale Größe, Stallteil gut erkennbar, Haustürbereich verändert, steiles Satteldach mit markanten Aufschieblingen. | 08991887 |
| Weitere Bilder                          | Sachgesamtheit Kalkwerk Hammerunterwiesenthal mit Einzeldenkmalen | Neudorfer Straße 43 (Karte)                               | 1870–1910                       | Sachgesamtheit Kalkwerk Hammerunterwiesenthal mit folgenden Einzeldenkmalen: Kalkwerk mit Brennöfen, Beamtenwohnhaus, vier kleine Halden als Bergbaurelikt (100-200 m westlich des Kalkwerkes) und Bruch inklusive Teich und Stolln (Einzeldenkmal ID-Nr. 08991885) sowie Damm mit Allee (Gartendenkmal); bergbaugeschichtlich, ortsgeschichtlich und technikgeschichtlich von Bedeutung. Sachgesamtheitmit folgenden Einzeldenkmalen: - Kalkwerk mit Brennöfen, - Beamtenwohnhaus, - Vier kleine Halden als Bergbaurelikt (100 Meter – 200 Meter westlich des Kalkwerkes) und - Bruch inklusive Teich und Stolln sowie - Damm mit Allee (Gartendenkmal). | 09302357 |
| Weitere Bilder                          | Kalkwerk Hammerunterwiesenthal (Einzeldenkmal zu ID-Nr. 09302357) | Neudorfer Straße 43 (Karte)                               | 1887                            | Einzeldenkmale der Sachgesamtheit Kalkwerk Hammerunterwiesenthal: Kalkwerk mit Brennöfen, Beamtenwohnhaus, vier kleine Halden als Bergbaurelikt (100-200 m westlich des Kalkwerkes) und Bruch inklusive Teich und Stolln; bergbaugeschichtlich, ortsgeschichtlich und technikgeschichtlich von Bedeutung. Wohnhaus: um 1900, Anklänge im Schweizerstil, massiv, eingeschossig, originale Fenstergrößen, Sprossenfenster, Fensterläden, Drempel und Giebel verbrettert, Satteldach mit je vier stehenden Gaupen, drei alte Blitzableiter. | 08991885 |
|                                         | Philipp-Melanchthon-Kirche Hammerunterwiesenthal                  | Oberwiesenthaler Straße (Karte)                           | 1898–1899                       | Melanchthonkirche: Kirche mit Kirchhof, Einfriedung und Kirchhofstor sowie Aufbahrungshalle: Neogotische Saalkirche, baugeschichtlich und ortsgeschichtlich von Bedeutung. Kirche unverputzter Bruchsteinbau mit eingezogenem Chor mit 3/8-Schluss, Westturm mit hohem Helm, neogotisch, Kirchhof mit Stützmauer. | 08991905 |
| Direkt Bild zu diesem Denkmal hochladen | Wohnstallhaus und Scheune in Längsachse                           | Oberwiesenthaler Straße 11 (Karte)                        | wahrscheinlich nach 1850        | Beide Obergeschosse mit Fachwerk, baugeschichtliche und städtebauliche Bedeutung. Wohnstallhaus: Erdgeschoss massiv, Fenster- und Türgewände, Obergeschoss mit intaktem Wand-Öffnungs-Verhältnis, Spätphase der Holzbauweise (Balken wahrscheinlich gesägt), Scheune desgleichen. | 08991904 |
| Direkt Bild zu diesem Denkmal hochladen | Ehemaliges Wohnstallhaus                                          | Oberwiesenthaler Straße 22 (Karte)                        | nach 1800                       | Obergeschoss Fachwerk, Konstruktion erhalten, Bestandteil der Ortskernbebauung, baugeschichtliche Bedeutung. Erdgeschoss massiv, Garageneinbau, Fenster- und Türgewände, Obergeschoss Sichtfachwerk intakt (originale Fenstergrößen), Satteldach mit markanten Aufschieblingen, altdeutsche Schieferdeckung. | 08991906 |
| Direkt Bild zu diesem Denkmal hochladen | Ehemaliger Gasthof                                                | Oberwiesenthaler Straße 59 (Karte)                        | 1. Hälfte 19. Jahrhundert       | Putzbau mit Krüppelwalmdach, baugeschichtlich und ortsgeschichtlich von Bedeutung. Zweigeschossiger massiver Putzbau mit Krüppelwalmdach, intaktes Wand-Öffnungs-Verhältnis, Obergeschoss wohl einst Fachwerk, Giebelseite mit alter Heuluke, Granit-Türgewände. Kreuzgewölbe unter senkrechtem Anbau (Besonderheit), liegender Dachstuhl, Kehlbalken mit Unterzug. | 08991882 |
| Direkt Bild zu diesem Denkmal hochladen | Wohnhaus                                                          | Oberwiesenthaler Straße 59b (Karte)                       | Kern 18. Jahrhundert            | Regionaltypischer Fachwerkbau mit markanter Kubatur, baugeschichtliche Bedeutung, Gasthof-Kontext (s. auch Nummer 60). Erdgeschoss massiv, verändert, Garageneinbau, Obergeschoss-Fenster Originalgröße, Kriecher-Decker-Verbretterung, alter Dachstuhl, Krüppelwalmdach mit Schieferdeckung. | 08991883 |

## Ausführliche Denkmaltexte
1. 1 2  Im Jahre 1722 begann man im Kurfürstentum Sachsen mit der Aufstellung der Kursächsischen Postmeilensäulen. Kurfürst Friedrich August I. wollte hierdurch ein zeitgemäßes Verkehrs- und Transportleitsystem im Kurfürstentum aufbauen, um Handel und Wirtschaft zu fördern. Er beauftragte mit Generalvollmacht Magister Adam Friedrich Zürner (1679–1742) mit der Durchführung. Das System der Postmeilensäulen umfasste Distanzsäulen, Viertelmeilensteine, Halb- und Ganzmeilensäulen. Die Distanzsäulen sollten in den Städten vor den Stadttoren, später nur auf den Marktplätzen aufgestellt werden. Entlang der Poststraßen wurden Viertelmeilensteine, Halb- und Ganzmeilensäulen aufgestellt. Sie erhielten eine fortlaufende Nummerierung (Reihennummer), beginnend vom Anfang der Vermessung. Die Ganzmeilensäulen wurden außerhalb der Städte an den Poststraßen im Abstand von 1 Meile (= 9,062 km) aufgestellt. Die Distanzsäulen waren mit dem Monogramm „AR“ für „Augustus Rex“, dem kursächsisch und polnisch-litauischen Doppelwappen sowie der polnischen Königskrone gekennzeichnet. Die Ganzmeilen-, Halbmeilensäulen und Viertelmeilensteine waren alle ähnlich beschriftet, alle trugen kein Wappen, aber das Monogramm „AR“. Die Entfernungsangaben erfolgten in Wegestunden (1 Stunde= ½ Postmeile = 4,531 km). Dieses Meilensystem war das erste europäische Verkehrsleitsystem. Der hier betrachteten Säule kommt als Teil des überregional bedeutenden Postwegesystems eine hohe verkehrsgeschichtliche Bedeutung zu.
2. ↑  Im Zeitraum 1862 bis 1890 erfolgte im Königreich Sachsen eine Landesvermessung, bei der zwei Dreiecksnetze gebildet wurden. Zum einen handelt es sich um das Netz für die Gradmessung im Königreich Sachsen (Netz I. Classe/Ordnung) mit 36 Punkten und die Königlich Sächsische Triangulierung (Netz II. Classe/Ordnung) mit 122 Punkten. Geleitet wurde diese Landesvermessung durch Christian August Nagel, wonach die Triangulationssäulen auch als „Nagelsche Säulen“ bezeichnet werden. Dieses Vermessungssystem war eines der modernsten Lagenetze in Deutschland. Die hierfür gesetzten Vermessungssäulen blieben fast vollständig an ihren ursprünglichen Standorten erhalten. Sie sind ein eindrucksvolles Zeugnis der Geschichte der Landesvermessung in Deutschland sowie in Sachsen. Das System der Vermessungssäulen beider Ordnungen ist in seiner Gesamtheit ein Kulturdenkmal von überregionaler Bedeutung. 

Die Station aus Breitenbacher Granit auf dem höchsten Berg Sachsens wurde 1863 von Nagel zusammen mit dem österreichischen Kaiserlich-Königlichen Generalmajor August von Fligely (1810–1879) erkundet. Von Fligely war Kommandant des Militärgeographischen Institutes Wien, Präsident der Österreichischen Kommission für internationale Erdmessung und Vizepräsident der Europäischen Gradmessungskommission. Bei der genauen Festlegung des Standortes nördlich vom Aussichtsturm auf dem vorderen Fichtelberge achtete Nagel insbesondere darauf, dass die Sichten, namentlich nach Böhmen die Aussicht nach dem Tschebon bei Theusing, nicht durch den Turm verdeckt wurden. Die Winkelmessungen auf der Station erfolgten 1874. Die Station wurde in die 1940 bis 1942 erfolgten Messungen zum Böhmischen Hauptdreiecksnetz und in die Netzausgleichung der DDR von 1963 einbezogen. Für die Messung der Deutsch-Böhmisch-Mährischen Verbindungskette wurde 1940 auf dem Turm der Wetterstation ein Mauerpfeiler als Exzentrum errichtet.